# Universitat de Pequín

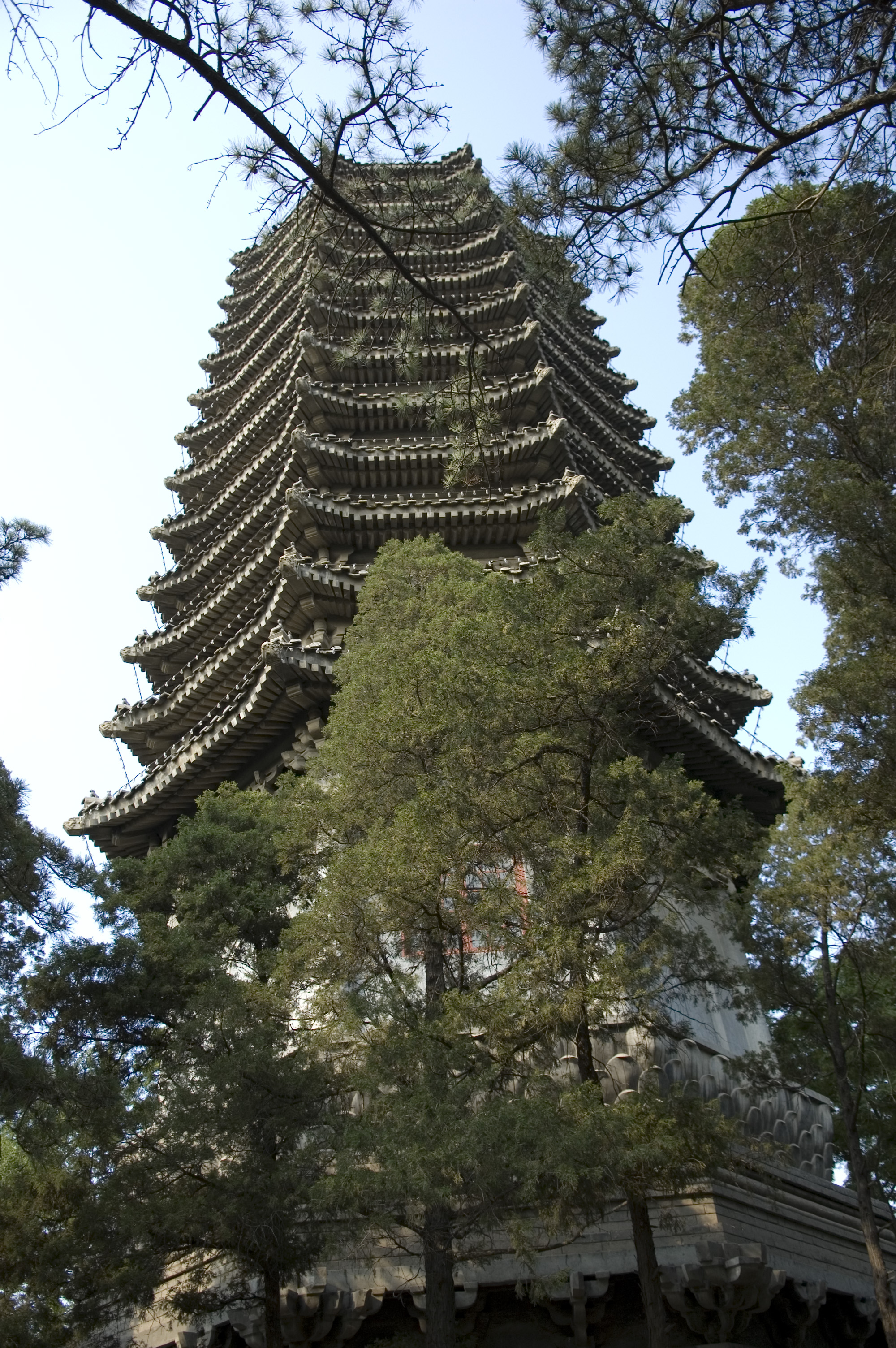
La pagoda Boia

La Universitat de Pequín (en xinès simplificat: 北京大学, xinès tradicional: 北京大學, en pinyin: Běijīng Dàxué), també coneguda com a Beida (北大, Běidà), és una universitat pública de recerca a Pequín, Xina que està finançada pel Ministeri d'Educació de la Xina. Va ser fundada a Pequín el 1898.
Al llarg de la seva història, la Universitat de Pequín ha tingut un paper important i ha estat "al centre dels principals moviments intel·lectuals" a la Xina. Després de la caiguda de la dinastia Qing i la revolució Xinhai, el seu estatus com a institució reial va ser abolit. Des de principis de la dècada de 1920, la universitat es va convertir en un centre per als moviments emergents, progressistes i republicans de la Xina. El professorat i els estudiants van tenir un paper rellevant en l'origen del Moviment de la Nova Cultura, les protestes del Moviment del 4 de maig i altres esdeveniments culturals i sociopolítics significatius, fins al punt que la història de la universitat ha estat estretament lligada a la de la Xina moderna. La Universitat de Pequín ha educat i acollit moltes figures xineses modernes destacades, com ara Mao Zedong, Lu Xun, Gu Hongming, Hu Shih, Mao Dun, Li Dazhao, Chen Duxiu i l'antic primer ministre Li Keqiang.
La Universitat de Pequín és membre de la Lliga C9, Pla Universitari Doble de Primera Classe, antic Projecte 985 i antic Projecte 211. A més, acull una de les úniques universitats d'arts liberals de grau a Àsia i és una institució de classe A sota el programa de la Universitat de primera classe xinesa. El personal de la Universitat de Pequín inclou 76 membres de l'Acadèmia Xinesa de Ciències, 19 membres de l'Acadèmia Xinesa d'Enginyeria i 25 membres de l'Acadèmia Mundial de Ciències.
En el Rànquing de Xangai de 2021 estava classificada com la 45a del mon, i en el QS World University Rankings 2022 estava considerada classificada en el lloc 18 del mon.

## Campus

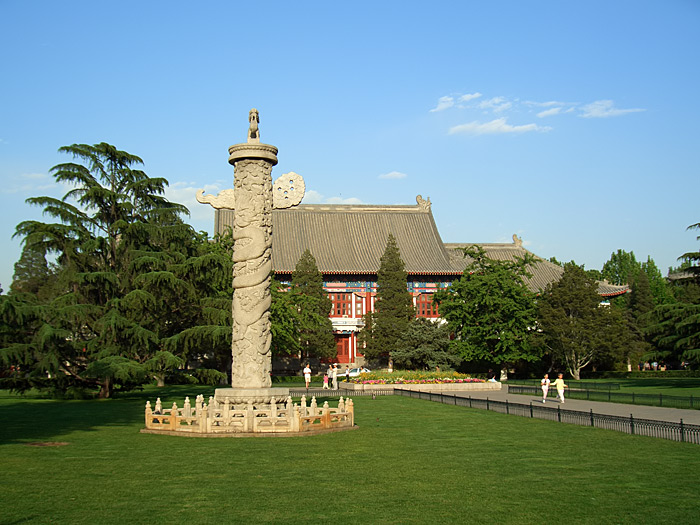
Vista general del campus principal.

El campus de la Universitat de Pequín es trobava originàriament al nord-est de la Ciutat Prohibida, ⁣al centre de Pequín, i més tard es va traslladar a l'antic campus de la Universitat de Yenching el 1952. El campus principal es troba al nord-oest de Pequín, al districte de Haidian, prop del Palau d'Estiu i dels Jardins de la Perfecta Lluentor; ña zona és tradicionalment on es van construir molts dels jardins i palaus més famosos de Pequín.
El campus universitari es troba a l'antic lloc dels jardins imperials de la dinastia Qing i conserva gran part del paisatge tradicional d'estil xinès, incloses cases tradicionals, jardins, pagodes i molts edificis i estructures històriques notables. El paisatge del campus ofereix una presentació dels estils occidentals combinats amb els estàndards estètics tradicionals xinesos. L'arquitecte i historiador de l'art nord-americà Talbot Hamlin va dissenyar alguns dels edificis de la universitat construïts entre 1919 i 1922. Hi ha diverses portes que condueixen al campus, les portes est, oest i sud, sent la porta oest la més coneguda pels murals pintats al sostre. El llac Weiming es troba al nord del campus i està envoltat de camins i petits jardins. La universitat acull molts museus, com ara el Museu d'Història de la Universitat i el Museu d'Art i Arqueologia Arthur M. Sackler. Els articles notables d'aquests museus inclouen objectes funeraris que es van excavar a Pequín i que es remunten a milers d'anys de les tombes de la família reial del període dels Estats Combatents. Hi ha recipients de ceràmica ritual i peces de joieria elaborades exposades. També hi ha ossos humans instal·lats en l'estil funerari tradicional d'aquella època.
Més enllà del seu campus principal, el Centre de Ciències de la Salut de la Universitat de Pequín (PKUHSC) es troba a Xueyuan Road, on hi ha les universitats més distingides del país, i és un lloc adequat per a acadèmics i de recerca.
Durant la construcció del Tercer Front, la Universitat de Pequín va obrir una sucursal a Hanzhong, província de Shaanxi.: 179 
El 2001 va obrir les portes el campus de Shenzhen de la Universitat de Pequín, la Shenzhen Graduate School. El campus es troba a la part nord-oest de la ciutat de Shenzhen.

## Cultura
La Universitat de Pequín ha participat en molts projectes conjunts d'investigació artística, com ara el Centre for the Art of East Asia (CAEA) amb la Universitat de Chicago i el Departament d'Art i Disseny Digital amb la UNESCO.
La Universitat de Pequín s'associa amb la Universitat Stanford per als seus programes d'estudis culturals asiàtics, com ara el Programa Stanford a Pequín i el Programa d'estiu de la Universitat Stanford-Pequín, que anima els estudiants de Stanford interessats a explorar la llengua, la història, la cultura i la societat xinesa a estudiar al campus de la Universitat de Pequín.

## Escola Nacional de Desenvolupament
L'Escola Nacional de Desenvolupament (anteriorment Centre de Recerca Econòmica de la Xina) es troba entre els cinc grups de reflexió més influents de la Xina.
El 1998, Justin Yifu Lin va fundar el BiMBA, que està classificat entre els sis millors programes de MBA per Quacquarelli Symonds que va ser un dels millors programes de MBA a Àsia Pacífic per a l'any 2014-2015. BiMBA també ha estat classificat com el segon MBA a temps complet més valuós a la Xina per Forbes (després de CEIBS) i entre les millors escoles de negocis d'Àsia per Bloomberg Business.

## Escola de postgrau de Shenzhen
La Universitat de Pequín Shenzhen Graduate School és un campus satèl·lit de la Universitat de Pequín situat a Shenzhen, Guangdong. Es va fundar el setembre de 2001 en col·laboració amb el govern municipal de Shenzhen i es troba a la ciutat universitària de Shenzhen juntament amb els campus satèl·lits de la Universitat de Tsinghua i l'Institut de Tecnologia de Harbin. Wen Hai, reconegut economista a la Xina i vicepresident de la Universitat de Pequín, és l'actual canceller de PKU Shenzhen. L'escola acull set departaments de recerca, així com l'⁣Escola de Negocis HSBC de la Universitat de Pequín i l'Escola de Dret Transnacional de la Universitat de Pequín.
El 29 d'agost de 2016, la Universitat de Pequín va signar un acord estratègic amb el govern municipal de Shenzhen per desenvolupar encara més la seva escola de postgrau de Shenzhen, els plans de la universitat construir un campus nou a prop de l'escola de postgrau existent i obrir programes de grau.

## Estratègia d'Excel·lència Global
En el 121è aniversari de la seva fundació, la Universitat de Pequín va donar a conèixer l'"Estratègia d'excel·lència global", un projecte internacional per a millorar la presència global de la Universitat de Pequín durant la "Quarta Revolució Industrial⁣". L'"Estratègia d'excel·lència global" té com a objectiu enfortir la cooperació internacional, superar les barreres del desenvolupament, reunir recursos globals i estimular les relacions col·legials. L'Estratègia d'Excel·lència Global es basa en la paraula anglesa "CLOUDS", que representa l'"era del núvol" de la "Quarta Revolució Industrial". Cada lletra representa una paraula corresponent, és a dir, creativitat, lideratge, obertura, singularitat, diversitat i conformació.